# Jimmy Halliday
James Halliday (27 février 1927 - 3 janvier 2013) est un écrivain, historien et homme politique écossais. Il est chef du Parti national écossais (SNP) de 1956 à 1960 .

## Jeunesse et carrière
Halliday est né à Woodburn Cottage, Wemyss Bay, Renfrewshire, fils de James Wightman Halliday, un jardinier du domaine. Halliday fait ses études à l'école primaire Skelmorlie et à la Greenock Academy. Il rejoint le SNP en 1943, à l'âge de 16 ans, et fait également son service militaire pendant la Seconde Guerre mondiale. Halliday commence à étudier à l'Université de Glasgow en 1944, rejoignant l'Association nationaliste écossaise de l'Université de Glasgow et jouant un rôle actif dans les débats syndicaux. Puis la tuberculose de la colonne vertébrale le rend incapable de se tenir debout jusqu'en 1947, et c'est en 1952 qu'il obtient son diplôme.
Il enseigne l'histoire à la Coatbridge High School, à la Uddingston Grammar School et à la Dunfermline High School. De 1967 à 1988, il enseigne au Dundee College of Education, d'abord en tant que maître de conférences en histoire avant de devenir maître de conférences principal en histoire et chef de département en 1979 . Il se spécialise dans l'histoire moderne et a un intérêt particulier pour l'histoire, la politique et la constitution des États-Unis .

## Carrière politique
En 1956, Halliday est élu chef du SNP lorsque Robert McIntyre décide de démissionner. Bien qu'âgé de seulement 28 ans, Halliday semble le remplaçant naturel car il a été le candidat parlementaire du SNP pour Stirling et Falkirk Burghs aux élections générales de 1955, et le seul autre candidat du SNP à part McIntyre . Halliday se présente de nouveau pour le siège de Stirling et Falkirk Burghs aux élections générales de 1959 et à West Fife en 1970 .
Halliday dirige le SNP pendant quatre ans, mais estime nécessaire démissionner pour privilégier sa vie professionnelle. Halliday reste actif dans le SNP, et est un chroniqueur régulier pour le journal Scots Independent et président de la société qui le publie .